# تلزيم
التلزيم هي تقنية إدارة مالية تُجعل فيها العائدات أو الضرائب حقًا لشخص معين يُسمى الملتَزَم، يلتزم جبايتها لقاء مبلغ محدد يدفعه.